# Kempten (Allgäu)

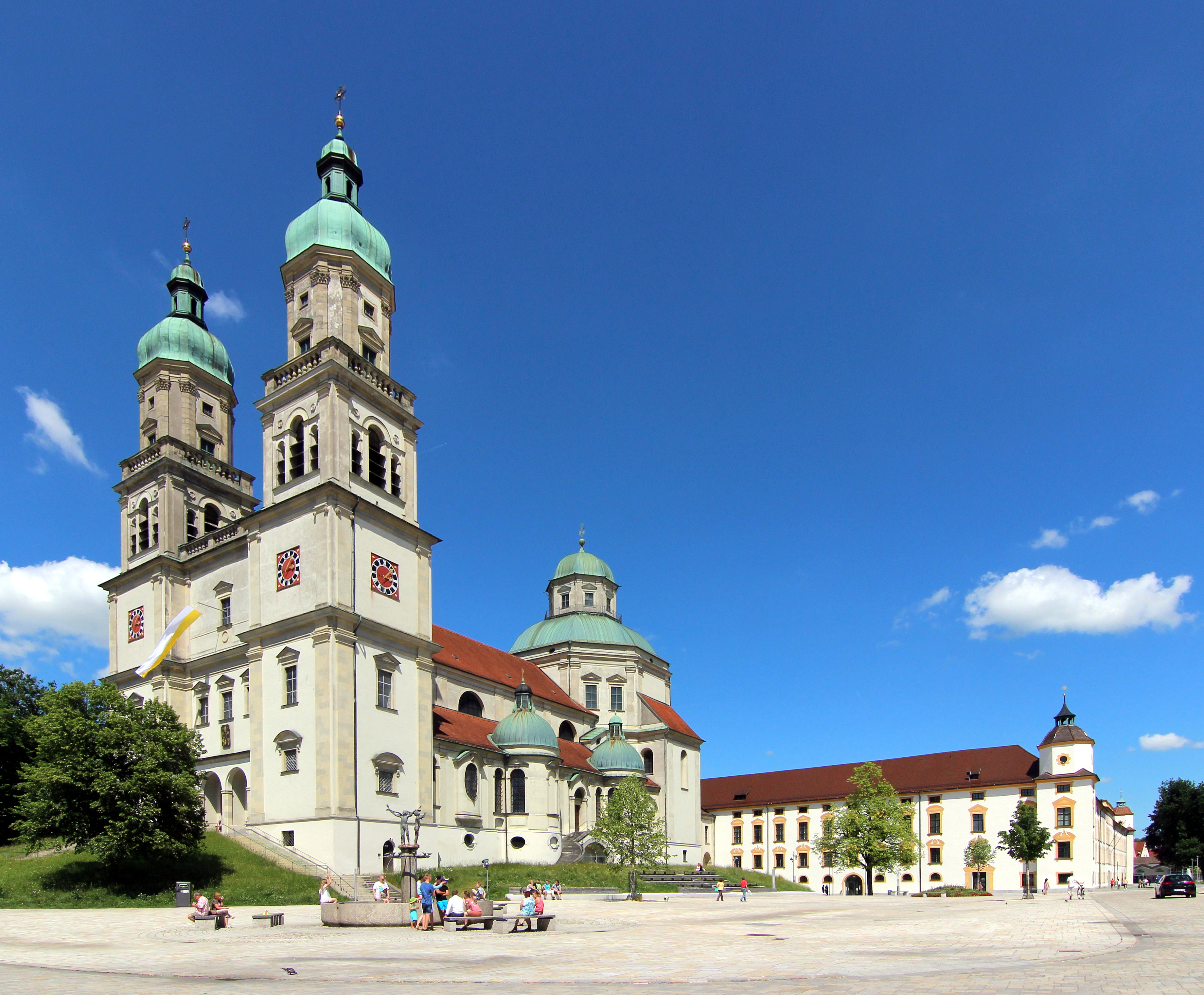
Basílica de St. Lorenz

Kempten im Allgäu és la ciutat més gran d'Allgäu, una regió al sud-oest de Baviera, Alemanya. El 2012 tenia uns 64.000 habitants. Probablement estava habitada en temps antics pel celtes, els romans l'anomenaren Cambodunum. Kempten és l'assentament humà més antic d'Alemanya.
És una de les ciutats principals de la regió alpina alemanya. Lloc de naixement d'Ernst Mayr, biòleg evolucionista.

## Història

### Preromana
El geògraf grec Estrabó menciona l'any 50 aC una població dels Estiones cèltics anomenada 
Kambodunon. Aquesta es considera la referència escrita més antiga d'una població alemanya, encara que no se n'han trobat restes arqueològiques.

### Era romana
L'any 15 aC les tropes romanes dirigides per Nero Claudius Drusus i el seu germà Tiberius conqueriren i destruïren un assentament celta, més tard el van anomenar Cambodunum.
En els anys següents va passar a ser una típica ciutat romana, amb banys fòrum i temples. Aquesta ciutat possiblement va ser la capital de la Raetia abans que ho fos Augsburg.
La ciutat va ser destruïda el 233 pels Alemanni.

## Residents notables
- Claudius Dornier, constructor d'avions
- Ernst W. Mayr, biòleg
- Heide Schmidt, polític
- Ignaz Kiechle, polític
- İlhan Mansız, futbolista
- Günther Dollinger, físic
- Søren Kam, nazi danès

## Ciutats agermanades
- Bad Dürkheim,
- Quiberon, Morbihan,
- Sligo, County Sligo
- Sopron, Győr-Moson-Sopron,
- Trento, Trentino